# Малые Арабузи
Ма́лые Арабу́зи (чув. Кӗҫӗн Арапуҫ) — деревня в Батыревском районе Чувашской Республики России. Входит в состав Бикшикского сельского поселения.
Расстояние до Чебоксар — 148 км, до райцентра — 12 км, до ближайшей железнодорожной станции — 64 км. Расположена на левом берегу реки Була.

## История
Историческое название — Арабузи Степные. Жители — чуваши, до 1724 ясачные, до 1835 государственные, до 1863 удельные крестьяне, занимавшиеся земледелием, животноводством, пчеловодством, производством лопат, отхожими промыслами: нанимались пастухами, извозчиками в селения Буинского и соседних уездов.
В 1780 году при создании Симбирского наместничества, существовали две деревни: деревня Арябось, крещеных чуваш и деревня Степных Арябось (ныне Малые Арабузи), крещеных чуваш, которые вошли в состав Буинского уезда.
С 1796 года деревня Малые Арабузи входила в состав Батыревской волости Буинского уезда Симбирской губернии.
В начале XX века действовало торгово-промышленное заведение. В 1931 образован колхоз «Путь социализма». В составе Бекшиковской, Шаймурзинской, Батыревской волостей Буинского уезда в XVIII веке по 2 августа 1920, Батыревской волости Цивильского уезда с 3 августа по 4 октября 1920; Ибресинского района с 5 октября 1920 по 1921 год, Батыревской волости Батыревского уезда с 1921 по 1927, Большебатыревского района в 1927—1935, Тархановского в 1935—1939, Первомайского — 1939—1959, Батыревского — с 1959 года.

## Население
| 1795 | 1869 | 1897 | 1926 | 1939 | 1979 | 2002 | 2010 | 2012 |
| ---- | ---- | ---- | ---- | ---- | ---- | ---- | ---- | ---- |
| 149  | 262  | 425  | 531  | 571  | 627  | 473  | 423  | 544  |

Функционирует ООО Агрофирма «Движение» (2010). Имеются фельдшер. пункт, клуб, библиотека, 2 магазина.